# Young and Fine
Young and Fine ist ein Jazzalbum von Sylvain Luc/Trio Sud. Die vom 12. bis 15. und am 18. und 19. Oktober 2007 im Studio de Meudon Ferber in Paris entstandenen Aufnahmen erschienen 2008 auf Dreyfus Jazz.

## Hintergrund
Sylvain Luc spielte mit seinem Trio Sud aus Jean-Marc Jafet (Bass) und André Ceccarelli (Schlagzeug) ein erstes Album Sud ein, das 2000 erschien. Das folgende Album ist eine Kombination aus Kompositionen von Luc, Jafet und Ceccarelli sowie Überarbeitungen von Songs, die von Jimmy Van Heusen, Dizzy Gillespie, Wayne Shorter, Joe Zawinul und Stevie Wonder stammen.

## Titelliste
- Sylvain Luc: Young and Fine (Dreyfus Jazz FDM 46050 369172)[1]

1. Song for My Twins (Jean-Marc Jafet) 5:16
2. Sylvain Shadows (Jean-Marc Jafet) 3:54
3. Darn That Dream (Jimmy Van Heusen, Eddie DeLange) 4:53
4. Sweetest Somebody I Know (Stevie Wonder) 5:01
5. Message (Jean-Marc Jafet) 5:10
6. Con Alma (Dizzy Gillespie) 3:28
7. Infant Eyes (Wayne Shorter) 4:18
8. Avenue des Diables Bleus (André Ceccarelli, Eric Legnini) 4:13
9. Young and Fine (Joe Zawinul) 3:18
10. Renaissance (Sylvain Luc) 4:14
11. French Brother (Sylvain Luc) 2:20
12. Imperfect Tune (Sylvain Luc) 2:24
13. Magnificent Marcel (Jean-Marc Jafet) 3:08

## Rezeption
Nach Ansicht von John Kelman, der das Album in All About Jazz rezensierte, zeigt Sylvain Lucs (damals allmählich wachsende) Diskographie einen Gitarristen mit beeindruckender Technik und harmonischer Raffinesse. So erfinderisch ein Gitarrist wie Luc ist – egal, ob er (im Mehrspurverfahren) eine Selbstbegleitung kreiert, die so reichhaltig schrieb, dass es oft nur eine Gitarrenspur brauche, oder lebendige Harmonien oder gewundene Linien, wie er es auf Jafets treffend betiteltem „Sylvain Shadows“ tue –, ein Gefühl von Übertreibung komme dabei nie auf. Auch seine Wahl der Texturen sei perfekt: Seine harfenartige Akustik treibe eine sparsame Aufnahme von Gillespies „Con Alma“ an, im Gegensatz zum herben, John-Scofield-artigen Intro einer lateinamerikanischen Interpretation von Wayne Shorters „Infant Eyes“.
Luc sei ein Gitarrist mit Pat Methenys Talent, formschöne Storytelling-Improvisationen mit verführerischen Liedern und Grooves zu verbinden, meinte John Fordham in seiner Besprechung von Young and Fine im Guardian. Obwohl es den Anschein haben könne, als würde er sich träge auf eine Welt des Easy Listening zubewegen, ließen seine Aufmerksamkeit für die Details jedes vorbeiziehenden Geräuschs, die Gestaltung seiner Soli und eine Auswahl an Coverversionen, zu denen Wayne Shorter, Dizzy Gillespie und Joe Zawinul gehören, auf anderes schließen. Zusätzlich zu einigen sanften, luftigen Originalstücken lade Luc seine Akustikgitarre dazu ein, sich ihren Weg durch eine ergreifende und dann verblüffend im Stil von Django Reinhardt swingende Version von „Darn That Dream“ zu bahnen, und – durch Staccato-Fragmente, beiläufig verstreute Obertöne und einen eher metallischen Sound – eine subtile Erkundung von Wayne Shorters „Infant Eyes“. Letztlich sei Young and Fine dennoch so etwas wie ein Album für Gitarrenfans und nicht so vielfältig in den Idiomen, dem Personal oder der Instrumentierung wie sein 2006er Album Joko.